# Craneopsis olivacea
Craneopsis olivacea är en insektsart som beskrevs av Willy Adolf Theodor Ramme 1941. Craneopsis olivacea ingår i släktet Craneopsis och familjen gräshoppor. Inga underarter finns listade i Catalogue of Life.